# Сергина, Марина Владимировна
Марина Владимировна Сергина (род. 2 марта 1986, Полярные Зори, Мурманская область) — российская хоккеистка, нападающий. Участница зимних Олимпийских игр 2010 года.

## Биография
Марина Сергина родилась 2 марта 1986 года в городе Полярные Зори Мурманской области.
С 2003 года играла в хоккей с шайбой за «Торнадо» из Дмитрова, выигрывала в его составе чемпионат России, участвовала в Кубке европейских чемпионов. В 2014—2016 годах выступала в высшей лиге канадского женского студенческого хоккея за «Университет Сент-Томас». За два сезона провела 48 матчей, набрала 20 (8+12) очков.
Четырежды в составе женской сборной России участвовала в чемпионатах мира. В 2008 году в Харбине и в 2009 году в Финляндии провела по 4 матча, сделала по одной результативной передаче. В 2011 году в Швейцарии провела 6 матчей, набрала 6 (1+5) очков. В 2012 году в Берлингтоне провела 5 матчей, набрала 2 (1+1) очка.
В 2010 году вошла в состав женской сборной России по хоккею с шайбой на зимних Олимпийских играх в Ванкувере, занявшей 6-е место. Играла на позиции нападающего, провела 5 матчей, забросила 1 шайбу в ворота сборной Китая, сделала 2 голевых передачи.